# Houwald

Stammwappen derer von Houwald

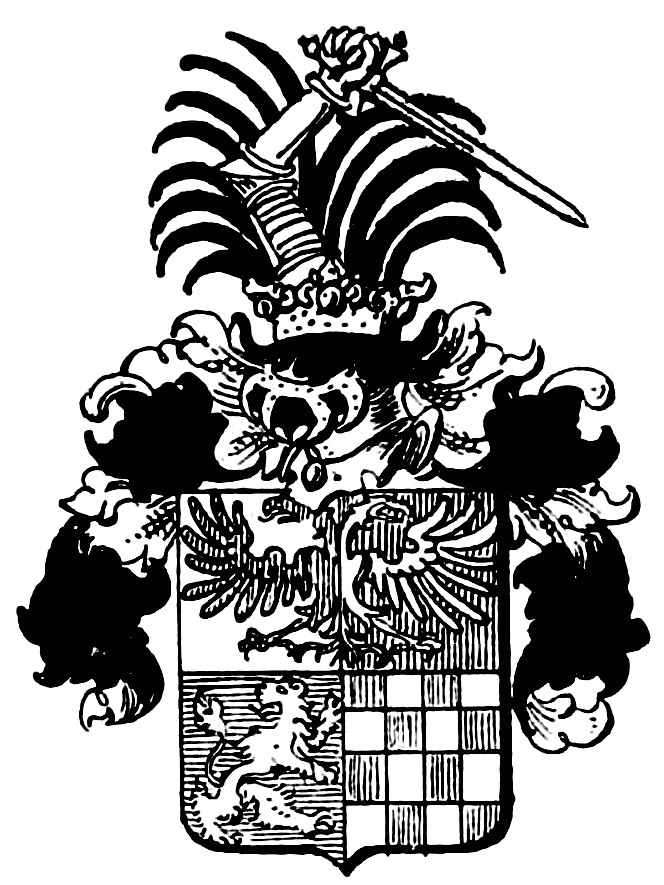
Späteres Wappen derer von Houwald

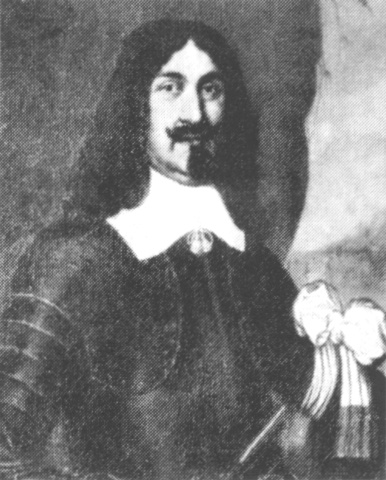
Christoph von Houwald

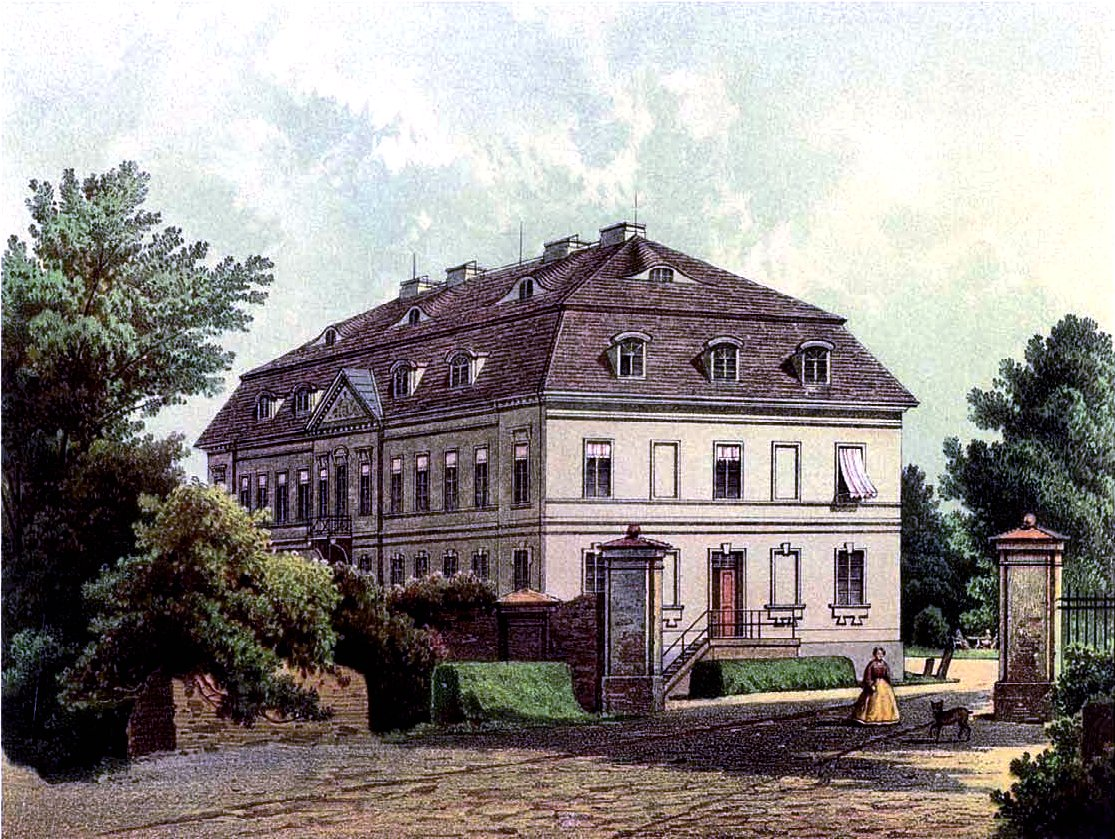
Schloss Straupitz um 1860, Sammlung Alexander Duncker

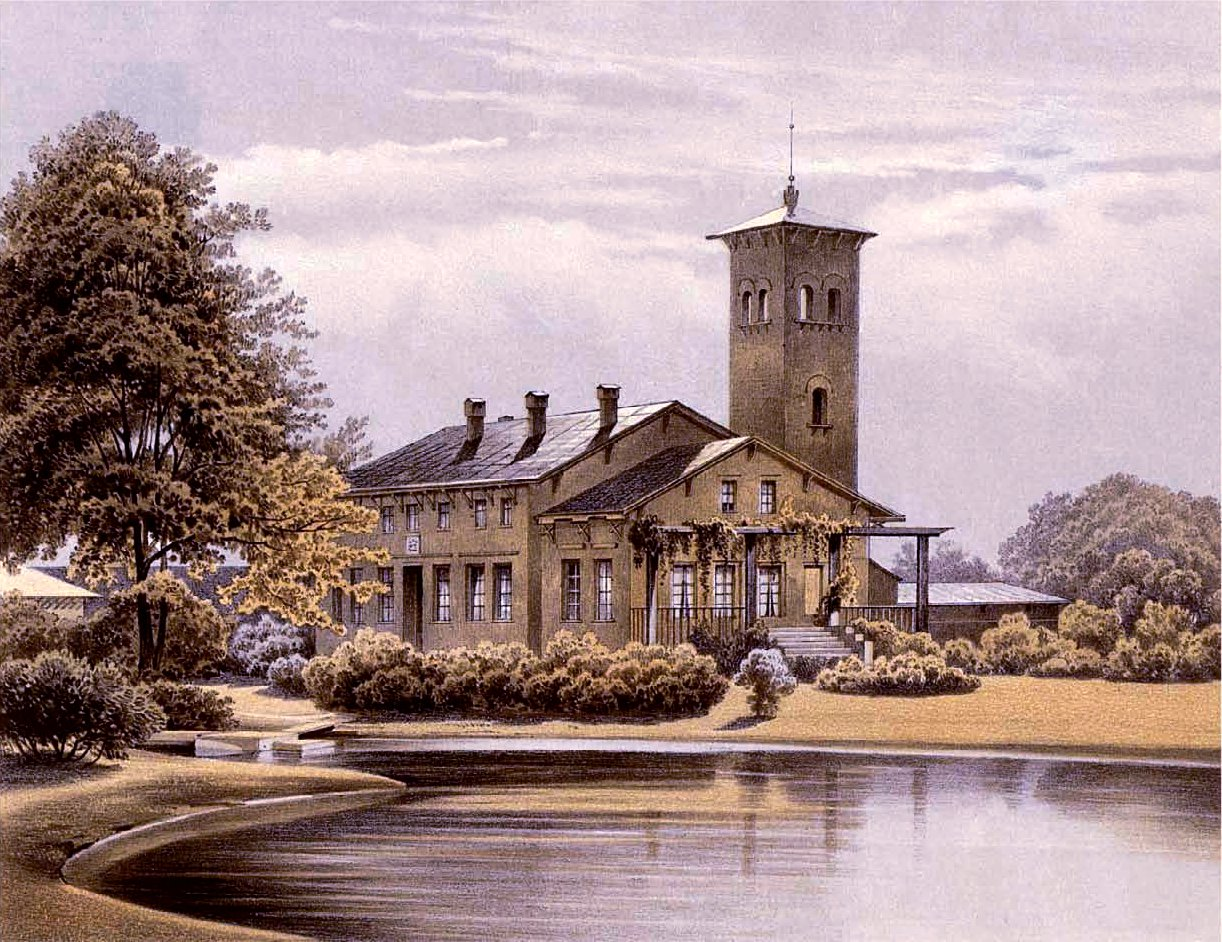
Gut Krossen nach 1860, Sammlung Alexander Duncker

Die Grafen und Freiherren von Houwald sind ein aus Sachsen stammendes deutsches Adelsgeschlecht.

## Geschichte
Der Stammherr des Adelsgeschlechts war Christoph Haubal (Haubalt) aus Wohlhausen im Vogtland, Bürger und Tuchmacher in Grimma. Seinem Sohn, dem späteren General Christoph von Houwald, wurde am 28. Mai 1630 in Schweden bei bereits bestehender Adels- und Wappenführung der Adelstitel anerkannt („Christophorus ab Houwalth naturaliserad svensk adelsman“). Der General wurde 1655 zur Herrenbank des ständischen Landtages des Markgraftums Niederlausitz zugelassen, was die Abstammung von deutschem Adel bis mindestens in die vierte Generation zurück voraussetzte.
Heinrich von Houwald (1807–1884) wurde 1840 in den preußischen Grafenstand aufgenommen. Der Grafentitel nach dem Recht der Erstgeburt wurde an den Besitz der Freien Standesherrschaft Straupitz geknüpft. Seit 1854 war der jeweilige Graf Mitglied des Preußischen Herrenhauses (bis zu dessen Auflösung 1918).
Am 29. März 1913 wurde ein Geschlechtsverband gegründet.

## Wappen
Das Stammwappen zeigt in Silber auf grünem Boden einen natürlichen Lorbeerbaum. Auf dem Helm mit blau-silbernen Decken ein aus beiderseits je vier grünen Palmzweigen hervorhauender geharnischter unbehandschuhter Schwertarm.

## Stammliste
Christoph Haubal (* um 1575 in Wohlhausen bei Markneukirchen; † 26. September 1617 in Grimma) Bürger und Tuchmacher in Grimma

 ↓

Christoph (* 20. Dezember 1601 in Grimma; † 29. November 1661 in Straupitz) General, Herr der Freien Standesherrschaft Straupitz (gekauft 1655), Herr auf Maldeuten, Seegerswalde, Zippeln, Zilpemühle, Höfchen Falkenau, Figeiken, Drenken und Posorten

 ↓

Adolf (get. 1. November 1643 in Danzig; † 1. Juli 1672 in Königsberg in Preußen) brandenburgischer Kapitän (=Hauptmann), Herr auf Maldeuten usw.

 ↓

Heinrich (Henry) (* 7. Dezember 1664 in Genf; † 15. Dezember 1709 in Maldeuten) Herr auf Maldeuten usw., Amtshauptmann in Preußisch Holland, preußischer Hof- und Legationsrat, sächsischer Stallmeister

 ↓

Christoph Wilibald Heinrich (* 15. Juni 1706 in Preußisch Holland; † 3. Juni 1741 in Straupitz) Herr auf Maldeuten usw., Freier Standesherr auf Straupitz (seit 1717), polnisch-sächsischer Kammerjunker

 ↓

Gottlob Karl Wilibald (* 15. November 1739 in Straupitz; † 12. Dezember 1799 in Straupitz) Freier Standesherr auf Straupitz, Herr auf Kraupe, Radensdorf und Neuhaus, Landrichter des Markgraftums Niederlausitz
1. Karl Heinrich Ferdinand (* 6. April 1773 in Straupitz; † 2. Juni 1832 in Straupitz) Freier Standesherr auf Straupitz usw., Landrichter der Niederlausitz, Ritter des Roten Adlerordens 3. Klasse

  1. Heinrich Wilibald (1.) Graf von Houwald (* 17. April 1807 in Straupitz; † 11. April 1884 in Straupitz) Freier Standesherr auf Straupitz, Mitglied des Preußischen Herrenhauses, Ehrenritter[4] des Johanniterordens
    1. Heinrich Ernst Wilibald (* 15. Februar 1843 in Straupitz; 2. Juni 1873 in Meran) Herr auf Sglietz, LeutnantErnst Otto von Houwald (1844–1903)

Ernst Otto von Houwald (1844–1903)

    2. Ernst Otto (2.) Graf von Houwald (* 25. August 1844 in Straupitz; † 24. August 1903 in Coswig) Freier Standesherr usw., 1881–1887 Landrat des Kreises Lübben, Leutnant, Mitglied des Preußischen Herrenhauses, Ehrenritter des Johanniterordens
      1. Christoph-Heinrich Ernst (3.) Graf von Houwald (* 26. August 1878 in Leibchel; † 14. April 1942 in Straupitz) Freier Standesherr auf Straupitz, Rittmeister,[5] Mitglied des Preußischen Herrenhauses

    3. Christoph Otto Freiherr von Houwald (* 14. Januar 1851 in Straupitz; † 9. Januar 1919 in Wiesbaden) Herr auf Leibchel (verkauft), Ehrenritter des Johanniterordens
      1. Karl-Heinrich (* 30. September 1886 in Leibchel; † 8. März 1959 in Böbing, Oberbayern) Diplomlandwirt, Oberleutnant

  2. Christoph Adolf Freiherr von Houwald (* 30. Juni 1812 in Straupitz; † 10. Januar 1887 in Züllichau) Postdirektor, Major
  3. Karl Gottlob Freiherr von Houwald (* 16. Juli 1816 in Straupitz; † 9. Januar 1883 in Neuhaus) Herr auf Neuhaus, Landrat, Landsyndikus der Niederlausitz
    1. Heinrich Karl Friedrich Arthur[6] (* 22. März 1848 in Neuhaus; † 5. Dezember 1905 in Lübben) Generalmajor
      1. Max Karl Friedrich Wilhelm Heinrich (* 21. Juli 1878 in Dessau; † 21. Oktober 1914 bei Lille) Hauptmann

    2. Christoph Heinrich Friedrich Karl (* 28. September 1853 in Neuhaus; † 25. Dezember 1916 in Wohlau) Major, Rechtsritter des Johanniterordens
      1. Arthur Georg Max Karl-Friedrich (* 10. Januar 1891 in Potsdam; 17. Juli 1960 in Siegburg) Oberst
        1. Karl-Friedrich Christoph Georg Robert Rudolf Joachim Gustav (* 15. Juni 1920 in Berlin; † 26. Februar 1945 in Brest-Litowsk) Generalreferendar, Gefreiter

      2. Karl Alexander Ulrich (* 10. August 1901 in Mainz; † Februar 1972 in Berlin) stud. jur.

    3. Georg Karl Wilhelm Ferdinand Leopold (* 29. September 1855 in Neuhaus; † 2. Januar 1927 in Stuttgart-Degerloch) Oberst, Ehrenritter des Johanniterordens
      1. Erich Georg Friedrich Karl (* 4. Mai 1889 in Ulm; † 27. Dezember 1985 in Murrhardt, Württemberg) Senatspräsident
        1. Bernhard (* 8. August 1919 in Stuttgart; † 2. Mai 1945 in Trient)
        2. Wolfram (* 29. April 1921 in Stuttgart; † 6. März 1943 bei Mareth, Tunesien) Leutnant
        3. Hans-Joachim (* 29. April 1921 in Stuttgart; † 3. September 1943 bei Orel, Russland) Leutnant

      2. Hans-Joachim Karl Albrecht (* 30. Mai 1893 in Ulm; † 10. Mai 1915 bei Prasnysz) Leutnant
      3. Werner Max-Karl (* 15. September 1901 in Ulm; † 14. April 1974 in Hipfelhof bei Frankenbach, Kreis Heilbronn) Maler von Landschaften, Porträts und Stillleben
        1. Friedrich Edelbert Gundolf (* 22. Juli 1938 in Traunstein) Dr. med. vet., praktizierender Tierarzt
          1. Bernhard Friedrich (* 24. April 1975 in Heilbronn)
          2. Carl Friedrich (* 21. Oktober 1980 in Heilbronn)

  4. Otto Ferdinand Freiherr von Houwald (* 6. Januar 1818 in Straupitz; † 31. August 1894 in Berlin) Geheimer Regierungsrat, Rechtsritter des Johanniterordens
    1. Gustav Otto Johannes (* 16. Mai 1862 in Köslin; † 4. Oktober 1945 in Potsdam) Regierungsvizepräsident in Arnsberg, Hauptmann
    2. Wilhelm Otto Christoph (* 9. September 1864 in Köslin; † 15. September 1914 bei Morsain, Departement Aisne, Frankreich) Major, Bataillonskommandeur
      1. Otto-Heinrich Ernst Wilhelm Christoph Haubold (4.) Graf von Houwald (* 8. Oktober 1898 in Spandau; † 26. November 1961 in Schildgen bei Bergisch Gladbach) seit Juni 1934 Adoptivsohn und Erbe seines Großcousins Christoph Heinrich Graf von Houwald, Oberst der Luftwaffe
        1. Hubertus Ernst Wilhelm Christoph Heinrich Haubold (5.) Graf von Houwald (* 18. Juni 1934 in Stettin; † 17. November 1970 in Essen) Adoptivsohn des Christoph Heinrich Graf von Houwald, Oberforstmeister
          1. Georg Otto-Heinrich Haubold (6.) Graf von Houwald (* 14. März 1966 in Detmold)
          2. Franz Freiherr von Houwald (* 15. April 1967 in Kleve; † 12. November 1970 in Aachen)

      2. Sigwart Ernst Wilhelm (* 8. Juli 1907 in Charlottenburg-Westend; † 25. Februar 1979 in Großräschen)

    3. Albrecht Otto Markus[7] (* 10. Juni 1866 in Köslin; † 17. Januar 1958 in Neuhaus) Oberjustizrat, Regierungsrat, Mitglied[8] des Heroldsamtes, Genealoge
      1. Maximilian-Otto Christoph Albrecht Ernst Wolf-Heinrich (* 10. Juni 1911 in Frankfurt/Oder; † 24. Juli 1940 in Margate, Themsemündung) Hauptmann der Luftwaffe
      2. Maximilian-Otto Gustav Albrecht Hubert Wilhelm Götz Dieter (* 13. Mai 1913 in Posen; † 16. August 2001 in Bonn) Ethnologe, Regierungsassessor, Botschafter, Historiker

  5. Gustav Heinrich Freiherr von Houwald (* 23. Oktober 1819 in Straupitz; † 18. Januar 1856 in Potsdam) Rittmeister
  6. Ernst Heinrich Freiherr von Houwald (* 23. Oktober 1819 in Straupitz; † 7. Februar 1891 in Dresden) Generalmajor
    1. Karl Gottlob Gustav Ernst (* 7. Juli 1860 in Potsdam; † 9. November 1918 in Warschau) Oberstleutnant, Ehrenritter des Johanniterordens
      1. Ernst Gottlob Alfred Emil (* 7. November 1895 in Halle (Saale); † ?)
      2. Franz-Gottlob (* 12. Juli 1907 in Posen; † 24. April 1976 in Bad Brückenau) Angestellter beim Finanzamt, Rechtsritter des Johanniterordens
        1. Eberhard Karl Willibald (* 25. November 1937 in Königsberg in Preußen) Diplomingenieur für Elektrotechnik
          1. Detlef (* 7. Dezember 1967) Diplominformatiker

      3. Willibald Christoph Ernst (* 21. September 1909 in Posen; † 7. August 1937 bei Lötzen, Ostpreußen) Unteroffizier

    2. Johannes Christoph Adolf Ernst (* 18. April 1866 in Potsdam; † 8. Februar 1952 auf der Farm Usakos bei Arusha, Tanganyika, Ostafrika) Hauptmann, Ehrenritter des Johanniterordens, Plantagenbesitzer
      1. Hans-Christoph (Hasso) Ernst Börries Franz Wilhelm Richard Karl Gerhard (* 16. Mai 1895 in Höxter; † 24. März 1976 in Bassum) Landwirt
      2. Hans-Harald Bodo Franz Wilhelm Otto Klemens Ernst Adolf (* 12. April 1899 in Recklinghausen; † 15. Mai 1939 in Rostock) Ingenieur, Leutnant
      3. Hans-Eberhard Karl Eric Hoimar Gustav Alexander (* 5. April 1900 in Bielefeld; † 15. Oktober 1978 in Hilwartshausen, Solling) Kaufmann im Im- und Exportgeschäft, Fähnrich
        1. Hans-Jürgen Eberhard Börries (* 11. November 1940 in Bärwalde) Maschinenschlosser
          1. Hans-Eberhard Carl Eric Hoimar Gustav Alexander (* 4. August 1968 in Delmas, Transvaal) Polizeibeamter
            1. Rone (* 3. April 1998 in Pietersburg)

          2. Frederich Hans-Jürgen (* 28. Mai 1971 in Pietersburg) Farmer

      4. Hans Bodo Ernst Leo Eric Franz Börries (* 30. September 1904 in Bielefeld; † 7. August 1989 in Detmold) Landwirt
        1. Enno Hans Otto Albrecht (* 26. Februar 1934 in Usakos; † 12. Juli 1958 in Johannesburg, Südafrika) Gartenarchitekt
        2. Heiko (* 10. Mai 1935 auf der Farm Usakos, Tanganyika; † 14. November 1999 in Regensburg) Pfarrer, Ehrenritter des Johanniterordens
        3. Ingo (* 4. Mai 1936 auf der Farm Usakos, Tanganyika; † 14. Februar 1991 in Hamburg) Schiffbauingenieur, Amtsrat
          1. Christoph Thomas Otto Enno (* 1. August 1960 in Lübeck) Richter
          2. Joachim Hans-Otto Michael (* 1. Dezember 1961 in Travemünde) Diplom-Landwirt, Diplom-Betriebswirt, Systemberater
            1. Benedikt (* 17. Dezember 1998 in Hamburg)

          3. Börries Hans-Bodo (* 12. Dezember 1962 in Travemünde) Elektromeister
          4. Stephan Götz-Dieter Wilhelm (* 2. November 1965 in Travemünde) Schlosser, Altenpfleger
          5. Johannes Nikolaus Ludwig (* 31. März 1970 in Travemünde) Hotelkaufmann
          6. Benjamin Harald Mathias Michael (* 6. November 1983 in Hamburg)

        4. Hans-Otto (* 19. Oktober 1937 in Wendlinghausen; † 26. November 1996 in Gronau an der Leine) Bautechniker, Versicherungskaufmann
          1. Harald (* 30. Juli 1965 in Lemgo) elektrotechnischer Assistent
            1. Daniel Joachim (* 26. Februar 1989 in Tübingen) Zweiradmechatronikermeister
2. Christoph Ernst (* 29. November 1778 in Straupitz; † 28. Januar 1845 in Neuhaus) Herr auf Craupe und Radensdorf (bis 1815), Sellendorf mit Schöneiche (1806–22) und Neuhaus (1822–45), Landsyndikus des Markgraftums Niederlausitz, dramatischer Schriftsteller und Dichter Christoph Ernst von Houwald (1778–1845)

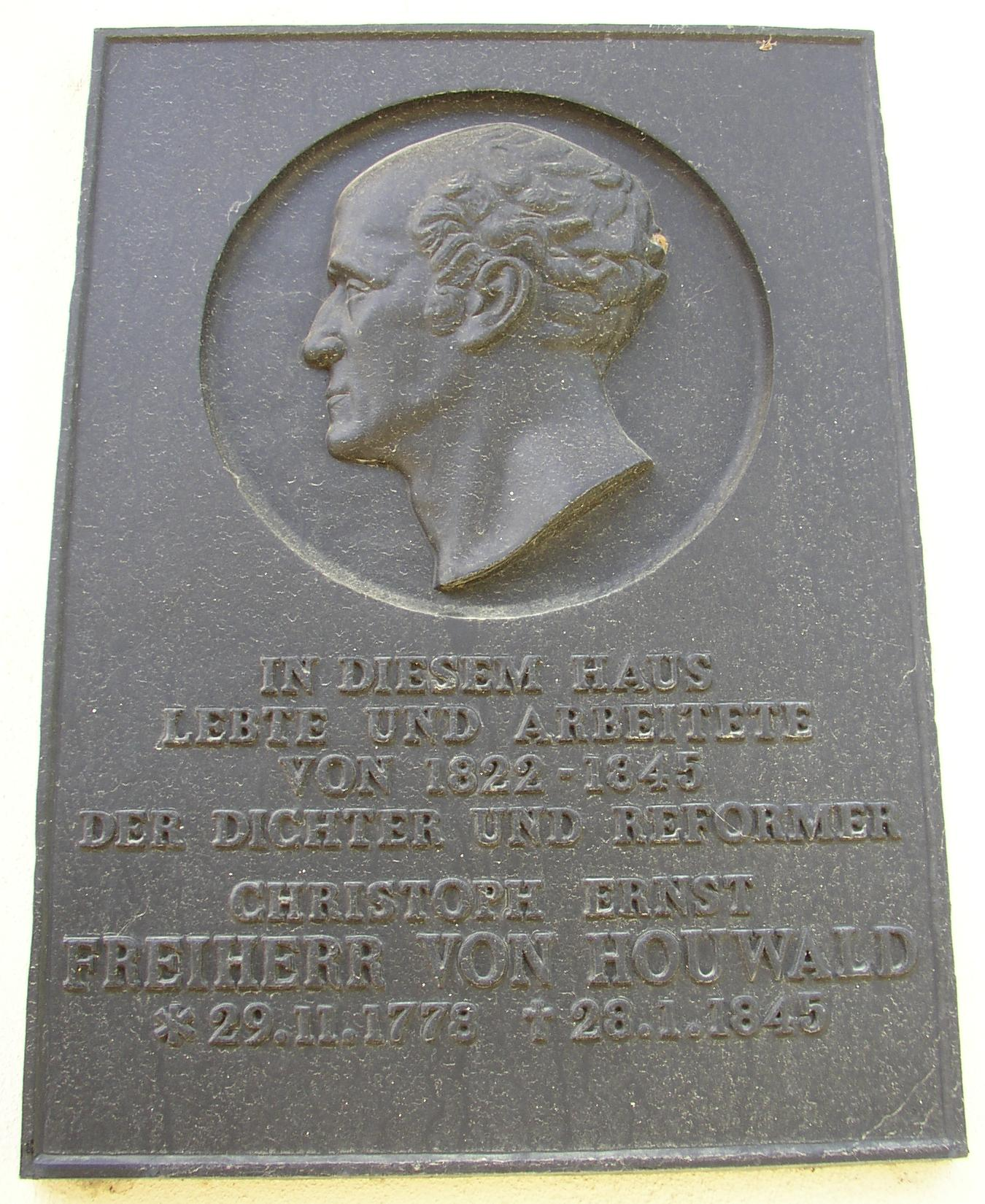
Christoph Ernst von Houwald (1778–1845)

  1. Ernst Heinrich Wilibald (* 6. August 1822 in Neuhaus; † 25. März 1892 in Frankfurt/Oder) Staatsanwalt am Landgericht Frankfurt/Oder, Mitglied des Preußischen Abgeordnetenhauses
    1. Christoph Ernst Wilibald (* 25. Dezember 1872 in Landsberg; † 1. Oktober 1918 bei Liry) Major
    2. Heinrich Ernst Albrecht (* 29. April 1874 in Frankfurt/Oder; † 1928 in München) Hauptmann
    3. Christoph Heinrich Gottlob (* 19. Februar 1879 in Frankfurt/Oder; † ?) Landwirt, Hauptmann
    4. Albrecht Adolf Moritz (* 13. Januar 1879 in Frankfurt/Oder; † ?) Bankvorsteher, Beamter der Commerz- und Privatbank, Direktor der deutschen Holzvertriebs A.G., Reichsbevollmächtigter der Außenhandelsstelle für Rohholz und Erzeugnisse der Sägeindustrie
3. Christian Gottlob von Houwald (* 27. Juni 1781 in Straupitz, † 31. August 1837), Herr auf Bogendorf, Landsyndikus der Niederlausitz, später Kreishauptmann des Krs. Meißen;[9] vermählt zu Straupitz 1817 mit Marie von Thielau Christian Gottlob von Houwald (1781–1837)

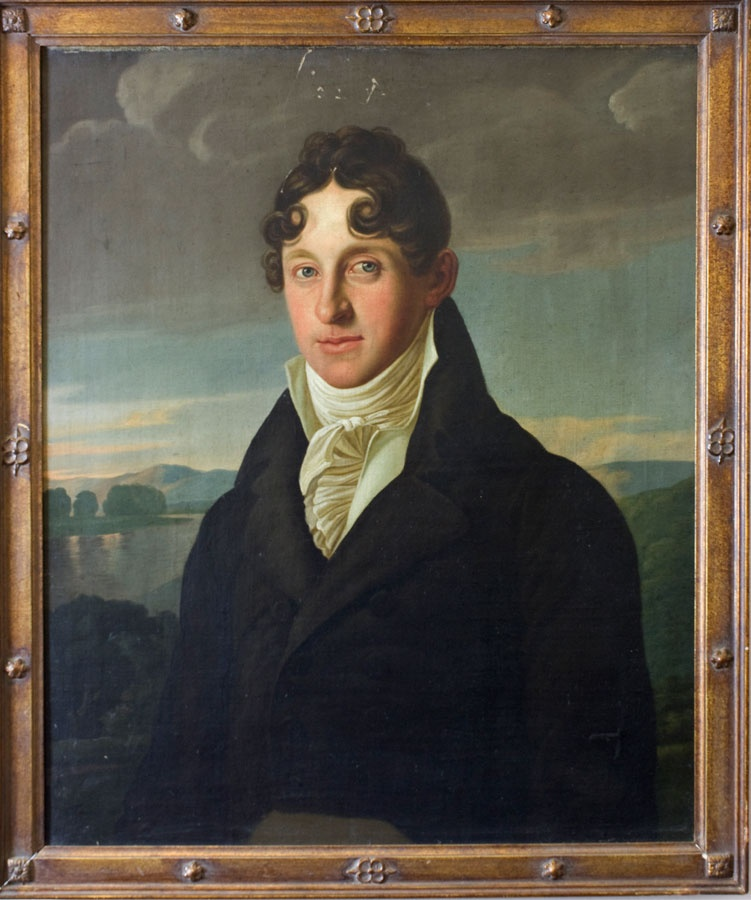
Christian Gottlob von Houwald (1781–1837)

  1. Gottlob (* 12. März 1819 in Straupitz, † 29. Juni 1841 in Berlin) als Student der Rechtswissenschaften
  2. Marie (* 28. August 1820 in Straupitz, † 14. August 1897 in Torbole am Gardasee), verheiratet mit Konstantin Freiherr von Beust
4. Auguste Helene (* 27. Januar 1784 in Straupitz, † 2. Juli 1836 in Schönfeld Krs. Sorau), verheiratet mit Heinrich Ludwig von Erdmannsdorf
5. Gottlob Heinrich Karl (* 13. Oktober 1791 in Krossen; † seit 7. September 1812 nach der Schlacht bei Mozaisk vermisst), 1817 gerichtlich für tot erklärt; kursächs. Leutnant im Dragoner-Regiment Prinz Albert
6. Auguste Wilhelmine (* 22. Oktober 1792 in Krossen; † in Alt-Döbern), verheiratet mit Friedrich von Zschertwitz, auf Briesen, Krs. Calau, kursächs. Leutnant a. D.

Christian Heinrich Adolf (* 25. Dezember 1740 in Straupitz; † 9. März 1807 in Krossen) Herr auf Krossen, Kreis Luckau
1. Karoline (* 30. November 1787 in Krossen; † in Leipzig), verheiratet mit Immanuel Christian Leberecht von Ampach, auf Schloss Stechau, Domherr und Stiftshauptmann zu Wurzen
2. Auguste Charlotte (* 14. Dezember 1788 in Krossen; † 19. März 1792 in Krossen)
3. Karl Adolf Ernst (* 15. Dezember 1789 in Krossen; † 3. November 1864 in Bitterfeld) Herr auf Krossen (1843 verkauft), Leutnant
  1. Christoph Adolf Ernst (* 3. Mai 1817 in Krossen; † 31. Januar 1893 in Berlin)
    1. Ernst Julius Ermut Axel (* 24. August 1868 in Berlin; † 3. Dezember 1915 in Charlottenburg) Oberleutnant, Generalvertreter der Verfas. Ges. „Zürich“
    2. Louis Erdmann Curt (* 13. März 1870 in Berlin) Oberleutnant, Generalvertreter der Verfas. Ges. „Zürich“

  2. Karl Adolf Ernst (* 6. August 1818 in Krossen; † 1858 in Klein Graetz) Beamter der Staatsbahnverwaltung
    1. Karl Edwin Robert Gustav (* 4. Februar 1855 in Barschau, Kreis Lüben) Buch- und Steindruckereibesitzer[10][11]
      1. Georg Wilibald (* 29. Juni 1886 in Posen; † 7. Juli 1919 ebenda), Bankbuchhalter